# Luigi Carlo Farini
Luigi Carlo Farini (Russi, 22 de Outubro de 1812 — Turim, 1 de Agosto de 1866) foi um político italiano. Ocupou o cargo de primeiro-ministro da Itália entre 8 de Dezembro de 1862 até 24 de Março de 1863.

## Vida
Farini veio de uma família de partidários do Risorgimento, seu pai era o prefeito de Russi.
Em sua juventude, Farini aderiu ao movimento dos Carbonari e depois aos Giovane Italia (Jovem Itália). Após obter seu doutorado como médico, ele participou das pesquisas de 1831, que o forçaram ao exílio após a repressão. Em 1845 ele escreveu a "Proclama di Rimini" (Proclamação de Rimini) contra o Papa Gregório XVI, a todos os governos europeus e chefes de estado para exigir mais liberdade de movimento em benefício dos cidadãos da Romagna. Em 1848 ele voltou para casa. Em 1849, ele finalmente se tornou um cidadão piemontês.
Em 1851 foi nomeado ministro da instrução pública no gabinete de D'Azeglio, cargo que ocupou até maio de 1852. Como membro do parlamento da Sardenha e como jornalista, Farini foi um dos mais ferrenhos defensores de Cavour, e favoreceu fortemente os proposta de que Piemonte deveria participar da Guerra da Crimeia, se é que ele não foi realmente o primeiro a sugerir essa política. Em 1856 e 1857, ele publicou duas cartas ao estadista liberal britânico William Ewart Gladstone sobre assuntos italianos, o que causou sensação, enquanto ele continuava a propagar suas opiniões na imprensa italiana.
Quando, no início da guerra de 1859, Francisco V, duque de Modena, foi expulso e instituído um governo provisório, Farini foi enviado como comissário piemontês àquela cidade; mas, embora lembrado após a paz de Villafranca que encerrou a Segunda Guerra da Independência italiana, ele estava determinado a anexar a Itália central à Sardenha / Piemonte e ficou para trás, tornando-se cidadão modenês e ditador do estado. Ele negociou uma aliança com Parma, Romagna e Toscana, quando outros governos provisórios foram estabelecidos, e confiou a tarefa de organizar um exército para esta liga italiana central ao General Manfredo Fanti.
Tendo a anexação ao Piemonte sido votada por plebiscito e superada a oposição de Napoleão III, Farini retornou a Turim, onde o rei lhe conferiu a ordem da Annunziata e Cavour o nomeou ministro do Interior (junho de 1860), e posteriormente vice-rei. de Nápoles; mas ele logo renunciou devido a problemas de saúde. Cavour morreu em 1861 e, no ano seguinte, Farini sucedeu Rattazzi como primeiro-ministro, cargo em que se esforçou para cumprir a política de Cavour. O excesso de esforço, no entanto, causou um amolecimento do cérebro, o que o obrigou a renunciar ao cargo em 24 de março de 1863 e, por fim, resultou em sua morte na pobreza em Gênova. Ele foi enterrado em Turim, mas em 1878 seus restos mortais foram removidos para sua aldeia natal, Russi.
Seu filho Domenico Farini também teve uma carreira política destacada, tendo sido três vezes Presidente da Câmara dos Deputados e Presidente do Senado.